# François Jacquier

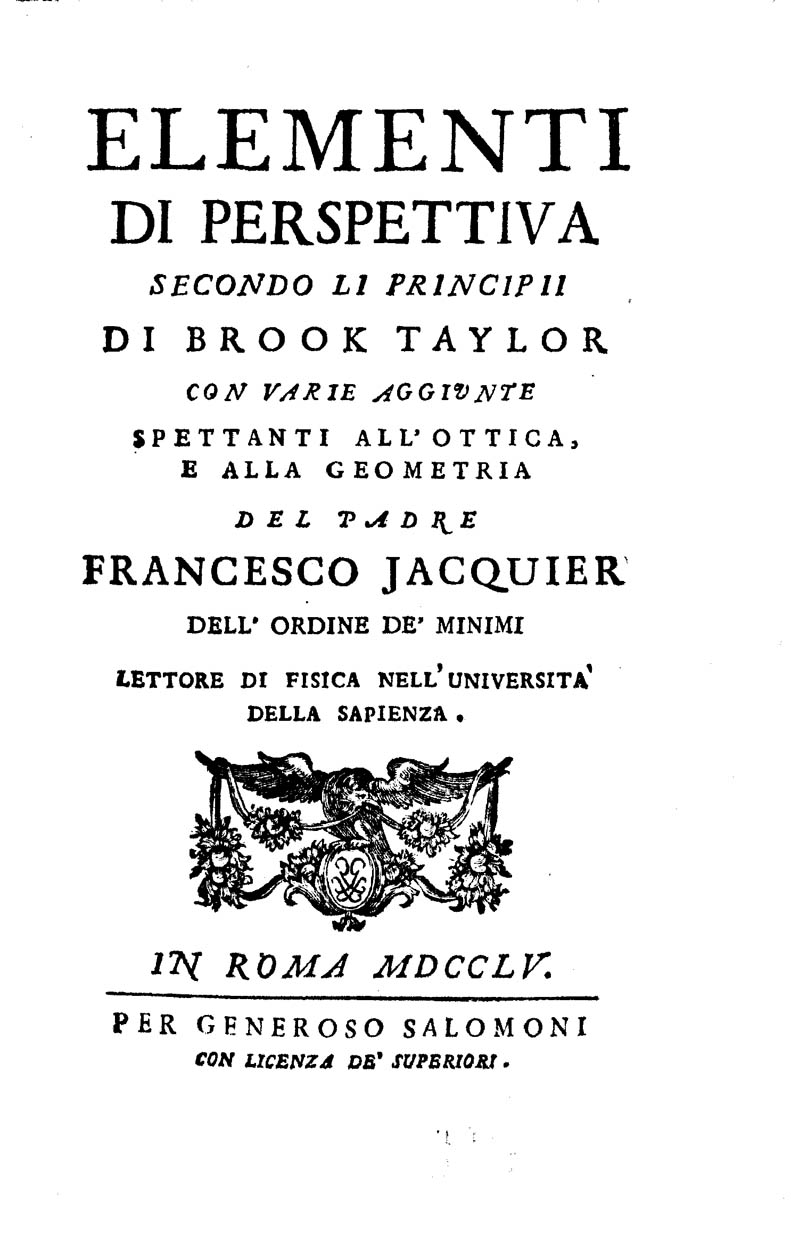
Elementi di perspettiva, 1755

François Jacquier (Vitry-le-François, 7 giugno 1711 – Roma, 3 luglio 1788) è stato un matematico e fisico francese.

## Biografia

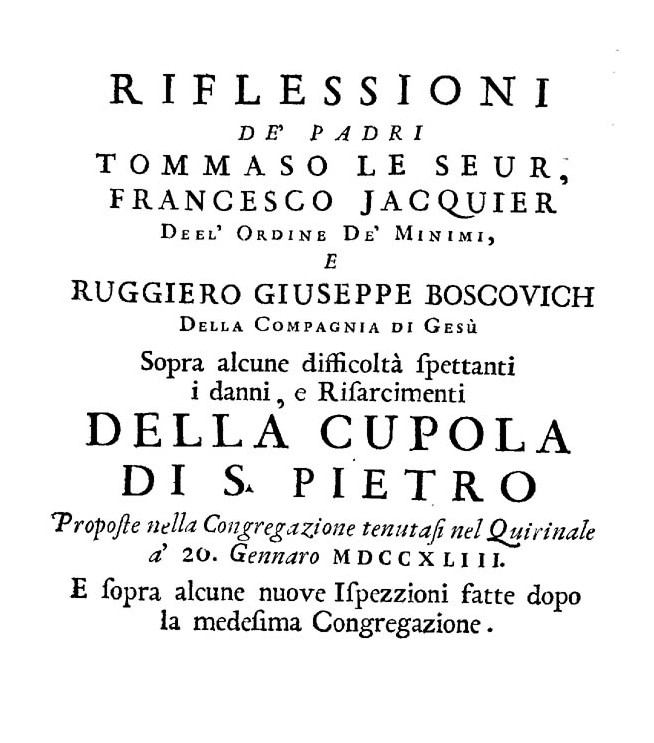
Riflessioni sopra alcune difficoltà spettanti i danni e risarcimenti della cupola di S. Pietro, 1743

Fu istruito da un ecclesiastico, che riconobbe in lui una spiccsts inclinazione alla scienza e alla matematica. A sedici anni, Jaquier entrò nell'Ordine dei minimi e fu poi mandato a Roma per completare gli studi nel convento francese dell'ordine, in Trinità dei Monti. Col permesso dei superiori, si specializzò in matematica e allo stesso tempo studiò le lingue antiche: imparò l'ebraico e parlava il greco antico come una lingua madre.
Il livello di istruzione gli guadagnò il favore dei cardinali Giulio Alberoni e Joaquín Fernández de Portocarrero. Accompagnò Alberoni in legazione a Ravenna  e fu incaricato di verificare il lavoro svolto da Eustachio Manfredi per impedire ulteriori inondazioni del territorio. Al ritorno ebbe la cattedra di sacre scritture alla Congregazione de Propaganda Fide e fu poi incaricato della cura degli annali dell'ordine dall'assemblea generale dei frati minori, riunita a Marsiglia.
Il re di Sardegna lo nominò professore di fisica all'università di Torino nel 1745, ma il cardinal Ludovico Valenti, primo ministro di Benedetto XIV, gli assegnò la cattedra di fisica sperimentale al Collegio Romano, dove era richiesto per consultazioni in materie scientifiche.
Nel 1763 divenne insegnante di fisica e matematica del giovane principe Ferdinando di Parma. Nel 1773 ottenne la cattedra di matematica al Collegio Romano, in occasione della soppressione dei gesuiti. Alla sua morte era in relazione con praticamente tutte le maggiori accademie scientifiche e letterarie d'Europa.
Nel dipinto di Giovanni Paolo Pannini, la Galleria del cardinale Silvio Valenti Gonzaga, è ritratto accanto al cardinale Gonzaga e ad artisti e scienziati.

## Opere
- François Jacquier, Elementi di perspettiva, Salomoni, Giovanni Generoso, 1755.

- (LA) François Jacquier, De veteri quodam solari horologio nuper invento epistola, 1765.

- François Jacquier, Parere di due matematici sopra diversi progetti intorno al regolamento delle Acque delle tre Provincie di Bologna, Ferrara e Romagna. URL consultato il 23 maggio 2016 (archiviato dall'url originale il 10 giugno 2016).